# Guapira campestris
Guapira campestris är en underblomsväxtart som först beskrevs av Netto, och fick sitt nu gällande namn av Cyrus Longworth Lundell. Guapira campestris ingår i släktet Guapira och familjen underblomsväxter. Inga underarter finns listade i Catalogue of Life.